# Grand-Prix-Europameisterschaft 1939
In der Grand-Prix-Saison 1939 wurde vom internationalen Automobilverband AIACR zum letzten Mal vor Ausbruch des Zweiten Weltkriegs eine Grand-Prix-Europameisterschaft für Fahrer ausgeschrieben. Als Wertungsläufe dafür wurden mit den Großen Preisen von Belgien, Frankreich, Deutschland und der Schweiz insgesamt vier Grandes Épreuves nach der unverändert fortgeltenden Internationalen Grand-Prix-Formel ausgetragen. Diese Formel verlangte im Wesentlichen Rennwagen bis 3 Liter Hubraum mit Kompressor und bis 4,5 Liter Hubraum ohne Kompressor, Mindestgewicht 850 kg; kleinere Motoren wurden entsprechend einer sogenannten „Gleitenden Skala“ mit Gewichtsvorteil von bis zu 450 kg ausgeglichen; Renndistanz mindestens 300 km.
Nach Abschluss aller Rennen führte nach dem bis dahin geltenden Punktesystem Hermann Paul Müller auf Auto Union die Wertung zur Europameisterschaft an. Wegen des Kriegsausbruchs wurde jedoch kein offizielles Meisterschaftsergebnis mehr verkündet. NSKK-Führer Adolf Hühnlein erklärte daraufhin als oberster Repräsentant des Motorsports im Deutschen Reich, aber ohne offizielle Bevollmächtigung seitens der AIACR kurzerhand Hermann Lang zum Europameister, der auf Mercedes-Benz die meisten Rennsiege in diesem Jahr errungen hatte.
Auch beim 500-Meilen-Rennen von Indianapolis wurde 1939 wieder nach den Bestimmungen der Internationalen Rennformel gefahren, wo mit Wilbur Shaw auf einem Maserati 8CTF erstmals seit 1916 wieder ein Fahrer auf einem europäischen Fabrikat erfolgreich war.

## Reglement
Die für 1938 verabschiedete Internationale Rennformel wurde unverändert übernommen. Erlaubt waren Rennwagen bis 3 Liter Hubraum mit und bis 4,5 Liter Hubraum ohne Kompressoraufladung bei einem Mindestgewicht von 850 kg, wobei für kleinere Motoren der Leistungsnachteil durch entsprechend niedrigere, nach einer sogenannten gleitenden Skala festgelegte Gewichtsvorgaben kompensiert werden sollte.
In der Praxis hatte sich allerdings schon im Vorjahr erwiesen, dass die Parameter nicht richtig ausgewogen waren, sodass nur Rennwagen mit Kompressormotoren mit dem maximal zulässigen Hubraum von 3 Litern konkurrenzfähig waren.
Im Oktober 1938 hatte die AIACR außerdem entschieden, dass die Grandes Épreuves zukünftig nur noch über eine Distanz von mindestens 300 km statt wie bisher 500 km ausgetragen werden mussten.

## Teams und Wagen
Die Rennsaison 1939 stand zu großen Teilen bereits unter dem Einfluss der weltpolitischen Ereignisse, die schließlich zum Ausbruch des Zweiten Weltkriegs am 1. September 1939 führten. Das begann damit, dass zu Beginn des Jahres Italiens Duce Benito Mussolini die Teilnahme italienischer Rennställe oder Fahrer an Rennveranstaltungen in Frankreich wegen der zunehmend angespannten politischen Lage zwischen beiden Ländern untersagte. Gleichzeitig schwenkten die Veranstalter der italienischen Rennen angesichts der drückenden Dominanz der deutschen Silberpfeile im Grand-Prix-Sport endgültig auf die populäre kleinere Voiturette-Kategorie für Rennwagen bis 1,5 Liter Hubraum um, in der zuletzt Alfa Romeo und Maserati tonangebend gewesen waren. In Verbindung mit der Absage des Großen Preises von Italien wegen Umbauarbeiten auf der Rennstrecke von Monza bedeutete das, dass bei den verbliebenen Grandes Épreuves die beiden deutschen Hersteller im Grand-Prix-Sport praktisch unter sich waren.
Mercedes-Benz, das Meisterteam der beiden Vorjahre, hatte das letztjährige Erfolgsmodell Mercedes-Benz W 154 noch einmal komplett überarbeitet. Der Wagen war danach leichter, die Gewichtsverteilung neu und die Karosserie noch strömungsgünstiger als vorher. Außerdem war die Leistung des in seiner letzten Entwicklungsstufe als M 163 bezeichneten V12-Motors dank der Verwendung eines zweistufigen Kompressors beträchtlich gesteigert worden. Stammfahrer des Teams waren weiterhin Rudolf Caracciola, Manfred von Brauchitsch, Hermann Lang und Richard Seaman, die im Vorjahr die ersten vier Plätze in der Europameisterschaftswertung belegt hatten.
Auch das Team der Auto Union, wo der Typ D zum Ende der Vorsaison volle Rennreife erreicht hatte, konnte sich im Wesentlichen damit begnügen, seinen V12-Motor ebenfalls auf zweistufige Kompressoraufladung umzustellen. Spitzenfahrer des Teams blieb weiterhin Tazio Nuvolari, der mit dem Großen Preis von Italien und dem Donington Grand Prix die letzten beiden Rennen der Vorsaison gewonnen hatte. Komplettiert wurde das Team durch den jungen, aufstrebenden Hermann Paul „H.P.“ Müller, den erfahrenen Hans Stuck und Rudolf Hasse.
Obwohl mit dem Alfa Romeo Tipo 162 wieder an einem neuen Grand-Prix-Modell entwickelt wurde, wendete sich Alfa Romeo nun mehr und mehr der Voiturette-Klasse zu, wo mit dem von Gioacchino Colombo entwickelten Alfa Romeo Tipo 158 Alfetta ein Erfolgsmodell zur Verfügung stand. Rennleiter Enzo Ferrari hatte seinen Vertrag bereits Ende 1938 im Streit mit Entwicklungschef Wilfredo Ricart aufgelöst und nach dem erneut unbefriedigenden Auftritt von Giuseppe Farina im überarbeiteten Alfa Romeo Tipo 316 beim Großen Preis von Belgien zog sich das Werk endgültig aus dem Grand-Prix-Geschäft zurück.
Stattdessen kam nun mit Maserati das andere italienische Team immer besser in Fahrt. Mit dem Maserati 8CTF hatte man schon im Vorjahr ein vielversprechendes Grand-Prix-Modell entwickelt, mit dem der US-Amerikaner Wilbur Shaw dank der Vereinheitlichung der Rennformeln 1939 das 500-Meilen-Rennen von Indianapolis gewann und diesen Erfolg ein Jahr später wiederholen konnte. Auch in Europa konnte in der Zwischenzeit der ehemalige Auto-Union-Reservefahrer Paul Pietsch mit dem Werksauto beim Großen Preis von Deutschland sogar die deutschen Silberpfeile für kurze Zeit in Schach halten, bevor er durch Bremsprobleme und einen Dreher auf den dritten Rang zurückgeworfen wurde. Dem kleinen italienischen Unternehmen mangelte es jedoch an finanziellen Möglichkeiten, um parallel zur Produktion der erfolgreichen Voiturette-Rennwagen ein angemessenes Entwicklungsprogramm durchzuführen. Im Anschluss an das Rennen wurden die beiden Grand-Prix-Rennwagen an den privaten Rennstall des in Frankreich ansässigen US-amerikanischen Rennfahrerehepaars Laury und Lucy O’Reilly Schell verkauft, die sich bis dahin vergeblich mit dem von Delahaye entwickelten Grand-Prix-Modell vom Typ 155 mit 4,5-Liter-V12-Saugmotor abgemüht hatten. Schließlich erschien auch Bugatti mit Jean-Pierre Wimille als Fahrer sporadisch noch zu einigen unbedeutenden Rennveranstaltungen. Der Tod von Jean Bugatti bei Testfahrten im Sommer bedeutete jedoch das Ende des traditionsreichen französischen Rennstalls.

## Saisonbericht
Zum Saisonauftakt auf dem Stadtkurs von Pau musste Alfa Romeo aufgrund von Mussolinis Boykotterlass auf den Start verzichten und für die Auto Union machte eine Teilnahme ohne Nuvolari wenig Sinn. So hatte das Mercedes-Team leichtes Spiel, zumal man nach der Niederlage im Vorjahr mit besserer Vorbereitung und mit einem 3-Wagen-Team antrat, um für den Fall etwaiger Defekte eine Reserve zu besitzen. In der Tat wurde Caracciola durch eine gebrochene Ölleitung aus dem Rennen geworfen und von Brauchitsch vergab den Sieg zugunsten von Lang, seines Erzrivalen im Team, weil er wegen eines vermeintlich leeren Tanks unnötigerweise einen Boxenstopp eingelegt hatte.
Zu Beginn der italienischen Saison beim hochdotierten Großen Preis von Tripolis gab es für die Italiener auf der schnellen Strecke von Mellaha eine unangenehme Überraschung. Nach der Nachricht, dass das Rennen in diesem Jahr für die Voiturette-Klasse ausgeschrieben wurde, hatte Mercedes-Benz schon im Herbst 1938 insgeheim die Entwicklung eines passenden 1,5-Liter-Rennwagens aufgenommen, der konstruktiv weitgehend an die erfolgreichen Grand-Prix-Modelle angelehnt war. Obwohl bei diesem Anlass die teaminterne Rivalität zwischen den beiden Mercedes-Fahrern endgültig eskalierte, drehten Lang und Caracciola mit ihren beiden „kleinen“ Silberpfeilen am Renntag zum Entsetzen der Italiener völlig unbeeindruckt ihre Runden, während sich hinter ihnen die Streitmacht der sechs bis dahin so souveränen Alfettas und der drei neuen Maseratis vom Typ Maserati 4CL, der hier erstmals zum Einsatz kam, unter extrem hohen Temperaturen durch Überhitzungsprobleme nach und nach auflöste.
Hermann Lang war 1939 in der Form seines Lebens und auch beim nachfolgenden Eifelrennen auf dem Nürburgring nicht zu schlagen, wo das Team der Auto Union zum ersten Mal in dieser Saison mit an den Start ging. Lang konnte hier dank des nochmaligen Leistungsschubs seines erstmals mit dem neuen Zweistufenkompressor ausgerüsteten Grand-Prix-Rennwagens trotz einer Einstoppstrategie den Auto Union von Nuvolari abfangen, der das Rennen ohne Reifenwechsel durchgefahren hatte.
Einen vierten Sieg in Folge gab es für Lang schließlich noch beim tragischen Großen Preis von Belgien, nachdem sein junger Teamkollege Richard Seaman dort in Führung liegend einen schweren Unfall hatte und am nächsten Tag seinen Brandverletzungen erlag. Bei diesem Rennen wurde zum letzten Mal in der Grand-Prix-Geschichte die Startaufstellung durch Los bestimmt.
Damit war die Erfolgsserie für Mercedes-Benz zunächst beendet. Zwar lag Lang beim Großen Preis von Frankreich erneut lange Zeit unangefochten in Führung, doch nach und nach fielen die Mercedes-Silberpfeile Motorschäden zum Opfer, sodass der glückliche Sieger schließlich Müller auf Auto Union hieß, der zuletzt immer besser in Fahrt gekommen war, vor seinem noch relativ unerfahrenen Teamkollegen, dem Juniorfahrer Georg „Schorsch“ Meier.
Zum Heimrennen beim Großen Preis von Deutschland auf dem Nürburgring hatte Mercedes die Motoren noch einmal gründlich überarbeitet, doch im Rennen musste Lang ein weiteres Mal die Führung wegen des bekannten Defekts abgeben und als auch von Brauchitsch durch ein Motorproblem eingebremst wurde, war von der Mercedes-Mannschaft nur noch Caracciola im Rennen. Wieder einmal machte der Regenmeister seinem Beinamen alle Ehre und konnte in der zweiten Rennhälfte unter Nassen Bedingungen die versammelte Konkurrenz in die Schranken weisen, durch seinen zweiten Platz konnte Auto-Union-Pilot H.P. Müller dennoch mit fünf Punkten Vorsprung auf Lang die alleinige Führung in der Meisterschaftswertung erringen. Beim abschließenden Großen Preis der Schweiz musste er nach aktueller Sachlage somit nur noch über die Hälfte der Distanz kommen, um sich den Europameistertitel endgültig zu sichern. Allerdings wurde zu dieser Zeit bereits über eine mögliche Umstellung des Punktesystems diskutiert, eine endgültige Entscheidung wollte die AIACR jedoch erst auf ihrem alljährlichen Herbstmeeting im Rahmen des Pariser Salons verkünden.
Um die Italiener wieder mit an den Start zu bringen, hatten sich die Organisatoren des Berner Rennens für dieses Jahr ein besonderes Format einfallen lassen. Das traditionelle Voiturette-Rennen um den Prix de Berne, das üblicherweise im Rahmenprogramm des Grand Prix durchgeführt wurde, wurde dieses Mal als Vorlauf gewertet, aus dem die besten sechs Teilnehmer im Finallauf, dem eigentlichen Rennen um den Großen Preis, gegen elf vollwertige Grand-Prix-Rennwagen antreten durften. Rein nominell waren die 1,5-Liter-Voiturettes aufgrund der gleitenden Skala ja ohnehin ebenfalls Rennwagen, die unter die Bestimmungen der Internationalen Rennformel fielen, sodass dies keinen Verstoß gegen das geltende Regelwerk darstellte.
Wie erwartet wurde der Prix de Berne von den beiden Alfetta von Giuseppe Farina und Clemente Biondetti klar dominiert, die dann auch im Finale auf regennasser Strecke eine überraschend stark fuhren. Trotz der nur halb so großen Motoren konnte sich Farina direkt hinter Langs Mercedes-Benz lange Zeit auf der zweiten Position behaupten, bis bei nachlassendem Regen doch die überlegene Motorleistung der Mercedes immer stärker zum Tragen kam und der Alfa-Romeo-Pilot schließlich auf die siebte Position zurückfiel. An der Spitze entwickelte sich noch einmal ein dramatisches Duell der beiden Mercedes-Rivalen Lang und Caracciola, aus dem Hermann Lang mit drei Sekunden Vorsprung als Sieger hervorging.
In der Zwischenzeit hatte sich die politische Lage in Europa weiter zugespitzt und als sich die deutschen Rennställe Anfang September zum Großen Preis von Belgrad versammelten, erreichte sie noch während des Trainings die Nachricht vom Ausbruch des Zweiten Weltkriegs. Dem Veranstalter gelang es aber trotzdem, die Teams zum Bleiben zu bewegen und so kam Nuvolari für sich und die Auto Union zu einem allerletzten Grand-Prix-Sieg, bevor die Motoren endgültig verstummten. Lediglich in Italien, das erst im Frühjahr 1940 in den Krieg eintrat, wurden bis dahin noch einige Voiturette-Rennen gefahren, wie auch in den USA die 500 Meilen von Indianapolis noch bis ins Jahr 1941 ausgetragen wurden.
Die nach wie vor offene Meisterschaftsfrage wurde schließlich im Dezember 1939 von NSKK-Chef Adolf Hühnlein als höchstem deutschen Motorsportfunktionär gelöst, indem er kurzerhand nach einem heute nicht mehr nachvollziehbaren Punktesystem Herrmann Lang als erfolgreichsten Fahrer der Saison zum Europameister erklärte, obwohl nach dem offiziellen Punktesystem der Titel eigentlich Auto-Union-Fahrer H.P. Müller zugestanden hätte. Die eigenmächtige Entscheidung, die nie von der AIACR oder ihrer Nachfolgeorganisation FIA offiziell bestätigt worden ist, wurde danach lange Jahre von der Motorsportöffentlichkeit mehr oder weniger als gegeben hingenommen und wird erst seit Ende des 20. Jahrhunderts mehr und mehr in Frage gestellt.

## Rennkalender

### Grandes Épreuveszur Europameisterschaft
|   | Datum  | Rennen                       | Strecke                      | Sieger                            | Statistik |
| - | ------ | ---------------------------- | ---------------------------- | --------------------------------- | --------- |
| 1 | 25.06. | Großer Preis von Belgien     | Circuit de Spa-Francorchamps | Hermann Lang (Mercedes-Benz)      | Statistik |
| 2 | 09.07. | Großer Preis von Frankreich  | Circuit de Reims-Gueux       | Hermann Paul Müller (Auto Union)  | Statistik |
| 3 | 23.07. | Großer Preis von Deutschland | Nürburgring                  | Rudolf Caracciola (Mercedes-Benz) | Statistik |
| 4 | 20.08. | Großer Preis der Schweiz     | Bremgarten-Rundstrecke       | Hermann Lang (Mercedes-Benz)      | Statistik |

### Weitere Rennen
| Datum  | Rennen                     | Strecke                      | Sieger                        |
| ------ | -------------------------- | ---------------------------- | ----------------------------- |
| 02.04. | Grand Prix de Pau          | Circuit de Pau               | Hermann Lang (Mercedes-Benz)  |
| 10.04. | Road Championship          | Brooklands                   | Arthur Dobson (ERA)           |
| 07.05. | Coupe de Paris             | Autodrome de Linas-Montlhéry | Jean-Pierre Wimille (Bugatti) |
| 07.05. | Großer Preis von Finnland  | Eläintarhanajo               | Adolf Westerblom (Alfa Romeo) |
| 21.05. | Eifelrennen                | Nürburgring                  | Hermann Lang (Mercedes-Benz)  |
| 28.05. | Grand Prix des Frontières  | Circuit de Chimay            | Maurice Trintignant (Bugatti) |
| 26.06. | Großer Preis von Bukarest  | Bukarest                     | Hans Stuck (Auto Union)       |
| 30.07. | Circuit des remparts       | Angoulême                    | Raymond Sommer (Alfa Romeo)   |
| 07.08. | Campbell Trophy            | Brooklands                   | Raymond Mays (ERA)            |
| 03.09. | Großer Preis von Belgrad   | Belgrad                      | Tazio Nuvolari (Auto Union)   |
| 29.10. | Circuito de Gávea Nacional | Gávea                        | Manuel de Teffé (Maserati)    |

## Rennergebnisse

### Grandes Épreuves zur Europameisterschaft

#### Großer Preis von Belgien
| Platz | Fahrer                  | Team          | Zeit         |
| ----- | ----------------------- | ------------- | ------------ |
| 1     | Hermann Lang            | Mercedes-Benz | 3:20.21,0 h  |
| 2     | Rudolf Hasse            | Auto Union    | + 16,9 s     |
| 3     | Manfred von Brauchitsch | Mercedes-Benz | + 1.53,0 min |

Der im Regen stattfindende Große Preis von Belgien in Spa-Francorchamps am 25. Juni 1939 wurde von einem schweren Unfall überschattet. Der britische Mercedes-Pilot Richard Seaman lag eine halbe Minute vorn, als er mit seinem Auto gegen einen Baum fuhr und das Fahrzeug Feuer fing. Sein Teamkollege Hermann Lang fuhr an die Boxen und wollte aufgeben, doch Mercedes-Rennleiter Alfred Neubauer schickte ihn zurück ins Rennen und Lang gewann.
Noch am gleichen Abend erlag Seaman, der beste britische Rennfahrer der Zwischenkriegszeit, seinen schweren Verletzungen – 60 % seiner Haut waren verbrannt.

#### Großer Preis von Frankreich
| Platz | Fahrer                 | Team       | Zeit        |
| ----- | ---------------------- | ---------- | ----------- |
| 1     | Hermann Paul Müller    | Auto Union | 2:21.11,8 h |
| 2     | Georg „Schorsch“ Meier | Auto Union | + 1 Runde   |
| 3     | René Le Bègue          | Talbot     | + 3 Runden  |

Der Große Preis von Frankreich in Reims am 9. Juli 1939 verlief ungünstig für das Mercedes-Team. Unfälle und Motorschäden ließen keinen seiner Fahrer ins Ziel kommen, sodass die Auto Union einen Doppelsieg erzielte. Von der fünften bis zur 35. Runde führte Hermann Lang mit großem Vorsprung, bevor er mit einem Motorschaden ausfiel.
Georg „Schorsch“ Meier, der Zweitplatzierte, lenkte seinen Wagen mit nur einer Hand ins Ziel: an der anderen hatte er sich bei einem Boxenstopp durch austretendes Benzin eine Brandverletzung zugezogen.

#### Großer Preis von Deutschland
| Platz | Fahrer              | Team          | Zeit        |
| ----- | ------------------- | ------------- | ----------- |
| 1     | Rudolf Caracciola   | Mercedes-Benz | 4:08.41,8 h |
| 2     | Hermann Paul Müller | Auto Union    | + 57,8 s    |
| 3     | Paul Pietsch        | Maserati      | + 1 Runde   |

250.000 bis 300.000 Zuschauer sahen beim Großen Preis von Deutschland auf dem Nürburgring am 23. Juli 1939 ein ausfallreiches Rennen. Hermann Lang begann furios, hatte nach der ersten Runde 28 Sekunden Vorsprung, den er in der zweiten auf 40 Sekunden ausbauen konnte. In der dritten Runde musste er wegen Motorschaden aufgeben. Regen setzte ein, und der „Regenmeister“ Caracciola konnte trotz zwischenzeitlichen Rückfalls auf den 3. Platz nach einem langen Boxenstopp das Rennen gewinnen.

#### Großer Preis der Schweiz
| Platz | Fahrer                  | Team          | Zeit         |
| ----- | ----------------------- | ------------- | ------------ |
| 1     | Hermann Lang            | Mercedes-Benz | 1:24.47,6 h  |
| 2     | Rudolf Caracciola       | Mercedes-Benz | + 3,1 s      |
| 3     | Manfred von Brauchitsch | Mercedes-Benz | + 1.09,9 min |

Beim Großen Preis der Schweiz in Bremgarten am 20. August 1939 starteten Autos der Voiturette-Klasse gemeinsam mit den Grand-Prix-Autos. Dadurch kam es zu einiger Verwirrung. Caracciola wurde lange von einem langsamen Auto aufgehalten und konnte trotz intensiver Bemühungen und schneller Runden den führenden Lang nicht mehr einholen.

### Weitere Rennen

#### Grand Prix de Pau
| Platz | Fahrer                  | Team          | Zeit        |
| ----- | ----------------------- | ------------- | ----------- |
| 1     | Hermann Lang            | Mercedes-Benz | 3:07.25,2 h |
| 2     | Manfred von Brauchitsch | Mercedes-Benz | + 16,8 s    |
| 3     | Philippe Étancelin      | Talbot        | + 2 Runden  |

Beim Großen Preis im französischen Pau am 2. April 1939 durften die Italiener gemäß einer Order Mussolinis nicht starten, auch nicht Auto Unions Top-Fahrer Tazio Nuvolari. Daher ließ Auto Union das Rennen aus. Mercedes-Benz dominierte den Saisonauftakt und feierte einen Doppelsieg.

#### Eifelrennen
| Platz | Fahrer            | Team          | Zeit        |
| ----- | ----------------- | ------------- | ----------- |
| 1     | Hermann Lang      | Mercedes-Benz | 1:40.57,1 h |
| 2     | Tazio Nuvolari    | Auto Union    | + 11,2 s    |
| 3     | Rudolf Caracciola | Mercedes-Benz | + 31,3 s    |

Für viele Teams war das Eifelrennen auf dem Nürburgring am 21. Mai 1939 ein Vorbereitungsrennen für den Großen Preis von Deutschland. Nuvolari und Lang lieferten sich einen packenden Kampf um den Sieg, den Lang schließlich gewann, weil Nuvolari seine Reifen schonen musste.

#### Großer Preis von Belgrad
| Platz | Fahrer                  | Team          | Zeit        |
| ----- | ----------------------- | ------------- | ----------- |
| 1     | Tazio Nuvolari          | Auto Union    | 1:04.03,8 h |
| 2     | Manfred von Brauchitsch | Mercedes-Benz | + 7,6 s     |
| 3     | Hermann Paul Müller     | Auto Union    | + 31,6 s    |

Mitten im Training des Großen Preises von Belgrad im Kalemegdan Park erreichte die Fahrer die Nachricht vom Ausbruch des Zweiten Weltkriegs. Um ein finanzielles Debakel zu vermeiden, bat der Veranstalter die Teams, das Rennen dennoch am 3. September 1939 durchzuführen. So gewann Nuvolari das letzte Rennen der Zwischenkriegszeit. Kaum waren die Teams nach Deutschland zurückgekehrt, beschlagnahmte die Wehrmacht ihre Lastwagen. Die Rennställe hörten auf zu existieren.

## Fahrerwertung
|    | Fahrer                  | Wagen         | BEL | FRA | DEU | SUI | Punkte |
| -- | ----------------------- | ------------- | --- | --- | --- | --- | ------ |
| 1  | Hermann Paul Müller     | Auto Union    | Ret | 1   | 2   | 4   | 12     |
| 2  | Hermann Lang            | Mercedes-Benz | 1   | Ret | Ret | 1   | 14     |
| 3  | Rudolf Caracciola       | Mercedes-Benz | Ret | Ret | 1   | 2   | 17     |
| 4  | Manfred von Brauchitsch | Mercedes-Benz | 3   | Ret | Ret | 3   | 19     |
|    | Tazio Nuvolari          | Auto Union    | Ret | Ret | Ret | 5   | 19     |
| 6  | Rudolf Hasse            | Auto Union    | 2   |     | Ret | Ret | 20     |
|    | René Dreyfus            | Delahaye      |     | 7   | 4   | 8   | 20     |
| 8  | Georg Meier             | Auto Union    | Ret | 2   | Ret |     | 22     |
| 9  | Raymond Sommer          | Alfa Romeo    | 4   | 5   | Ret |     | 23     |
|    | Hans Stuck              | Auto Union    |     | 6   | Ret | 10  | 23     |
| 11 | Robert Mazaud           | Delahaye      | 5   |     | 6   |     | 24     |
|    | „Raph“                  | Delahaye      |     | 9   | 5   |     | 24     |
| 13 | Giuseppe Farina         | Alfa Romeo    | Ret |     |     | 7   | 25     |
| 14 | Paul Pietsch            | Maserati      |     |     | 3   | Ret | 26     |
| 15 | René Le Bègue           | Talbot        |     | 3   |     |     | 27     |
| 16 | Louis Gérard            | Maserati      | 6   |     |     |     | 28     |
|    | Philippe Étancelin      | Talbot        |     | 4   |     |     | 28     |
|    | Luigi Chinetti          | Alfa Romeo    |     | 8   |     |     | 28     |
|    | Leonhard Joa            | Maserati      |     |     | 7   |     | 28     |
|    | Hans-Hugo Hartmann      | Mercedes-Benz |     |     |     | 6   | 28     |
|    | Clemente Biondetti      | Alfa Romeo    |     |     |     | 9   | 28     |
|    | Kenneth Evans           | Alfa Romeo    |     |     |     | 11  | 28     |
|    | John Peter Wakefield    | ERA           |     |     |     | 12  | 28     |
|    | Robert Ansell           | ERA           |     |     |     | 13  | 28     |
| 25 | Richard Seaman          | Mercedes-Benz | Ret |     |     |     | 29     |
|    | Adolfo Mandirola        | Maserati      | Ret |     | DSQ |     | 29     |
|    | Toulo de Graffenried    | Maserati      |     |     |     | Ret | 29     |
| 28 | Yves Matra              | Alfa Romeo    |     | Ret |     |     | 30     |
|    | Luigi Villoresi         | Maserati      |     |     | Ret |     | 30     |
| 30 | Raymond Mays            | ERA           |     | Ret |     |     | 31     |
|    | Heinz Brendel           | Mercedes-Benz |     |     | Ret |     | 31     |
|    | Giovanni Rocco          | Maserati      |     |     |     | Ret | 31     |
|    | Fahrer                  | Wagen         | BEL | FRA | DEU | SUI | Punkte |

| Farbe   | Bedeutung                                         | Punkte |
| ------- | ------------------------------------------------- | ------ |
| Gold    | Sieger                                            | 1      |
| Silber  | 2. Platz                                          | 2      |
| Bronze  | 3. Platz                                          | 3      |
| Grün    | mehr als 75% der Renndistanz zurückgelegt         | 4      |
| Blau    | zwischen 50% und 75% der Renndistanz zurückgelegt | 5      |
| Violett | zwischen 25% und 50% der Renndistanz zurückgelegt | 6      |
| Rot     | weniger als 25% der Renndistanz zurückgelegt      | 7      |
| Schwarz | Disqualifiziert (DQ)                              | 8      |
| Blanko  | nicht angetreten                                  | 8      |

Fett – Pole Position

Kursiv – Schnellste Rennrunde
Nach dem Ausbruch des Zweiten Weltkrieges wurde die Saison nicht mehr fortgeführt und auch der offizielle Titel Europameister 1939 wurde nicht mehr vergeben.
Im Dezember 1939 erklärte die ONS, die Oberste Nationale Sportbehörde Deutschlands, Hermann Lang mit 23 Punkten zum Europameister. Nach dem Punktesystem, das 1935 bis 1938 verwendet wurde, hatte allerdings Hermann Paul Müller weniger Punkte und wäre damit Europameister gewesen (Damals gab es für bessere Plätze weniger Punkte, und Müller hätte 12 gegenüber Langs 14 Punkten gehabt). Während der Saison wurde jedoch in der AIACR als veranstaltende internationale Organisation ein neues Punktesystem diskutiert, das dem in der Formel 1 nach 1950 verwendeten ähnelte. Nach diesem System wäre Lang mit 22 Punkten vor Müller mit nur 21 Punkten Europameister geworden. Die Entscheidung darüber, welches Punktesystem zur Anwendung kommen sollte, hätte erst im Nachhinein auf dem alljährlichen Herbstmeeting der AIACR getroffen werden sollen. Dieses Treffen fand jedoch aufgrund des Kriegsausbruchs nicht mehr statt und auch bei der AIACR-Tagung im Mai 1940 in Bern, bei der die Frage der Europameisterschaft 1939 noch einmal auf der Tagesordnung gestanden hatte, trat die Sportkommission mangels Teilnehmer nicht mehr zusammen.
Welches Punktesystem die ONS verwendete, um für Lang auf 23 Punkte zu kommen, und ob sie Lang gegenüber Müller bevorzugen wollten, ist bis heute nicht geklärt. Wahrscheinlich liegt es daran, dass Hermann Lang in dieser Saison der dominierende Fahrer war, der neben den für die Europameisterschaft zählenden Grand Prix noch mehrere weitere Grand Prix sowie Bergrennen gewann, während H. P. Müller nur ein einziges Rennen gewinnen konnte.

## Verweise